# James Cook
James Cook (Marton, actual Middlesbrough, Inglaterra, 27 de octubrejul./ 7 de noviembre de 1728greg.  - Bahía de Kealakekua, Hawái, 14 de febrero de 1779) fue un navegante, explorador, cartógrafo y capitán de la Marina Real británica. Cook elaboró mapas detallados de la isla de Terranova antes de realizar tres viajes al Océano Pacífico, durante los cuales estableció el primer contacto registrado de los europeos con la costa oriental de Australia y las islas Hawái, así como la primera circunnavegación de Nueva Zelanda.
Cook se unió a la marina mercante británica siendo adolescente e ingresó en la Marina Real en 1755. Combatió en la Guerra de los Siete Años (1756-1763), durante la cual exploró y cartografió gran parte de la desembocadura del Río San Lorenzo durante el asedio de Quebec, labor que atrajo la atención del Almirantazgo y la Royal Society británicos. Este éxito llegó en un momento crucial tanto de la carrera de Cook como de la dirección de la exploración británica en ultramar, lo cual resultó en que fuera designado en 1766 para comandar el barco HMB Endeavour e iniciar el primero de sus tres viajes por el Pacífico.
En su periplo por el Océano Pacífico, Cook navegó miles de millas por zonas inexploradas del globo, cartografió tierras de Nueva Zelanda y Hawái con gran detalle y a una escala nunca antes conseguida. Mientras progresaba en sus viajes de descubrimiento, exploró y puso nombre a diversos lugares, además de registrar la ubicación de islas y costas en mapas europeos por primera vez. Cook demostró una combinación de capacidades para la navegación y la exploración, así como habilidades cartográficas, valentía y capacidad para liderar a sus hombres en condiciones adversas. 
Cook fue atacado y muerto en 1779 durante su tercer viaje de exploración por el Pacífico mientras intentaba secuestrar a Kalaniʻōpuʻu, monarca de una isla hawaiana, con la finalidad de reclamar una embarcación sacada de uno de sus barcos, después de que su tripulación se llevara madera de un cementerio local. Existe controversia sobre el papel de Cook como facilitador del colonialismo británico y la violencia asociada a algunos de sus contactos con los pueblos indígenas. También dejó un legado de conocimientos científicos y geográficos que influyó en sus sucesores hasta bien entrado el siglo XX, y se le han dedicado numerosos monumentos en todo el mundo.

## Primeros años
James Cook era de origen humilde. Nació en Marton, Yorkshire del Norte, cerca de la actual localidad de Middlesbrough. Sus padres, Grace y James, realizaban tareas rurales. El padre era inmigrante escocés. En total eran cinco hermanos. James se educó en la escuela de Great Ayton, ciudad donde toda la familia se había mudado por razones laborales. Cuando tenía trece años, empezó a trabajar con su padre en la administración de una granja.
En 1745 Cook dejó su hogar para trabajar como aprendiz de tendero en la aldea de pescadores de Staithes. Después de un año y medio allí, el dueño de la tienda encontró que James no era apropiado para ese trabajo, lo llevó a la ciudad portuaria de Whitby y lo presentó a John y Henry Walker. Estos eran armadores prominentes y se dedicaban al negocio del carbón. Cook fue tomado como aprendiz en un navío mercante de la pequeña flota de barcos que transportaban carbón a lo largo de la costa inglesa.
Una vez que completó su aprendizaje de tres años, comenzó a trabajar en barcos comerciales del mar Báltico, en donde escaló rápidamente a través de los rangos de la marina mercante. En 1755 se le ofreció ser comandante del bergantín Friendship, pero al poco tiempo se postuló como voluntario al servicio de la Marina Real británica (Royal Navy).

## Comienzo de la carrera naval en la Marina Real británica

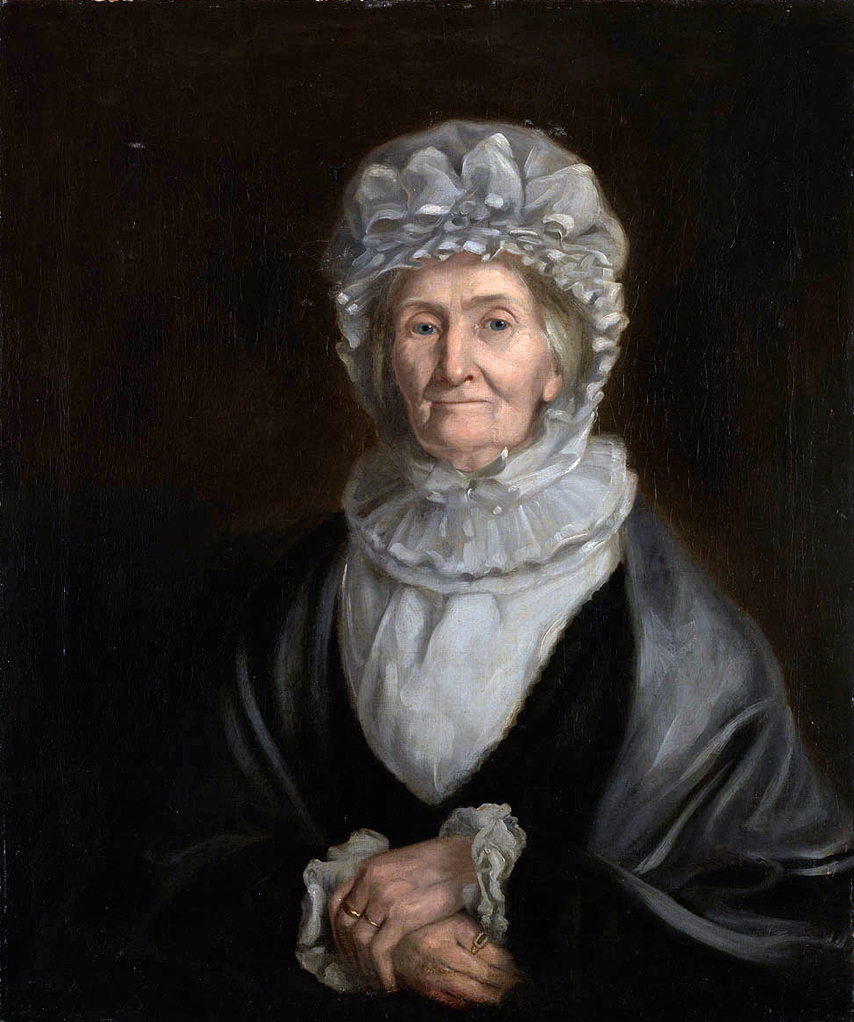
Elizabeth Batts Cook, esposa de James Cook, retratada por William Henderson en 1830

En 1755, el Reino de Gran Bretaña estaba rearmándose para lo que sería el comienzo de la guerra de los Siete Años. Cook pensó que su carrera podría avanzar más rápidamente bajo el servicio militar. Sin embargo, esto requería comenzar desde abajo en la jerarquía naval y, en junio de ese año comenzó como able seaman (marinero con experiencia de al menos dos años), a bordo del HMS Eagle, bajo el mando del capitán Hugh Palliser.
Durante la guerra de los Siete Años, Cook participó en el sitio de Quebec, antes de la batalla de las Llanuras de Abraham, en 1759.
Allí demostró su habilidad para la topografía y cartografía, y fue el responsable de trazar mapas de gran parte de la entrada al río San Lorenzo durante el sitio, permitiendo al general Wolfe lanzar su ataque sorpresa sobre las llanuras de Abraham.

### Vida familiar
En 1762 Cook se casó con Elizabeth Batts, la hija de uno de sus mentores. Tuvieron seis hijos: James, Nathaniel, Elizabeth, Joseph, George y Hugh. Cuando Cook no estaba navegando, residía en el East End de Londres.

### Cartografía de la costa de Terranova

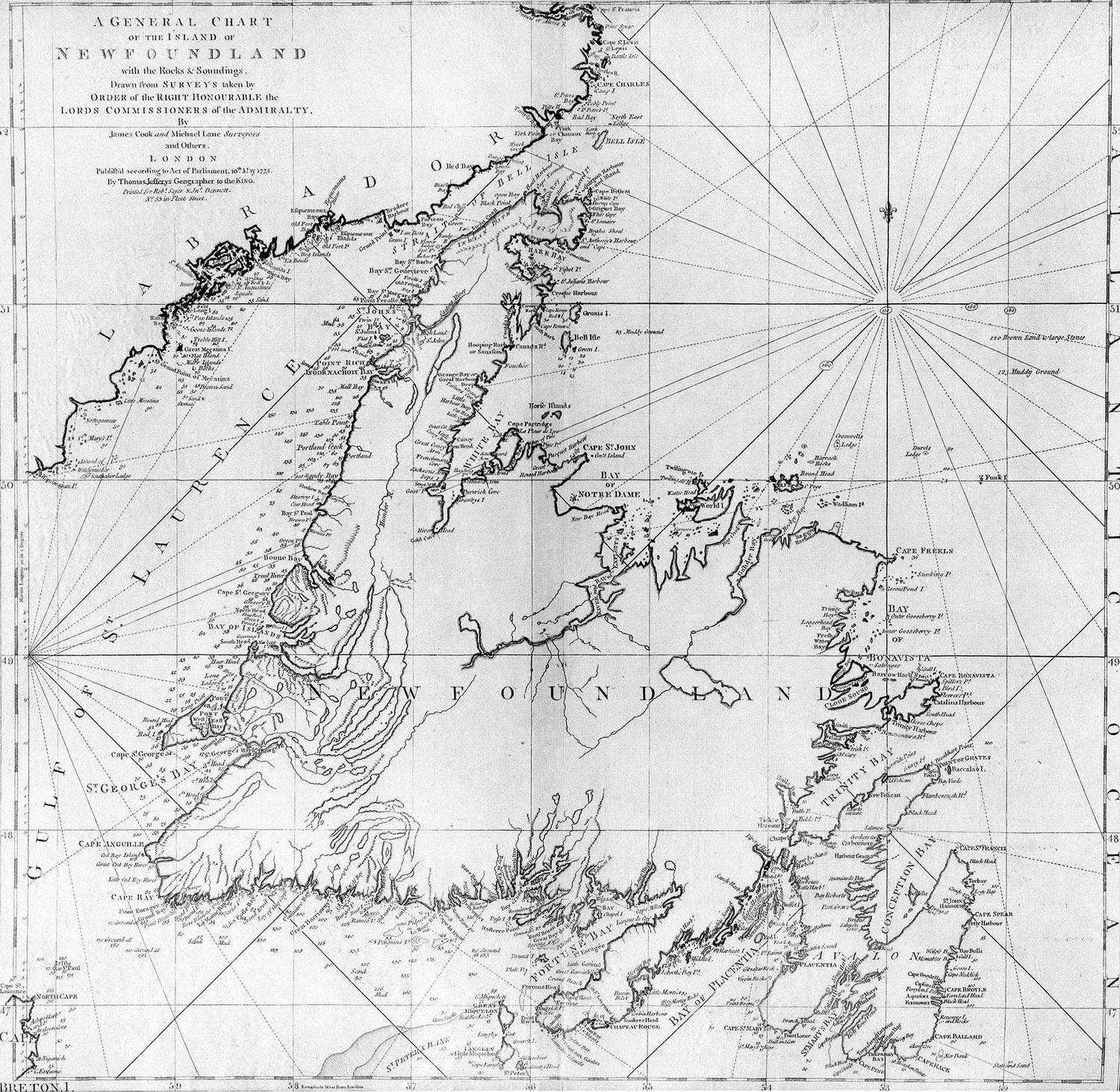
Carta de la costa de Terranova, realizado por James Cook y Michael Lane.

Entre 1763 y 1767, Cook trazó cartas sobre las irregulares costas de Terranova; entre 1763 y 1764, por el estrecho noroeste; entre 1765 y 1766, la costa del sur entre la península de Burin y cabo Ray; y, finalmente, la costa oeste durante el año 1767. Estas cinco temporadas de Cook dieron como resultado el primer mapa a gran escala y de gran exactitud sobre el lugar. También dieron a Cook un gran dominio en la práctica topográfica, realizada en condiciones adversas, lo que llamó la atención de la Royal Navy y la Royal Society, en un momento crucial, tanto en la carrera personal de Cook como en la postura británica de cara a los descubrimientos de ultramar.

## Viajes de exploración

### Primer viaje (1768-71)
En 1766, la Royal Society lo contrató para viajar al océano Pacífico, con objetivo de observar y documentar el tránsito de Venus sobre el Sol. 
En 1768 Cook zarpó al mando del HMB Endeavour desde Inglaterra, navegó el Atlántico Sur, dobló el cabo de Hornos y continuó hacia el oeste por el Pacífico, hasta llegar a Tahití el 13 de abril de 1769, en donde se debían llevar a cabo las observaciones. El tránsito de Venus estaba pronosticado para el 3 de junio de ese año, por lo que hasta ese momento se encargó de la construcción de un pequeño fuerte y observatorio.
El astrónomo designado para la tarea de observación fue Charles Green, asistente de Nevil Maskelyne en la Royal Household. El principal propósito de la misión era obtener mediciones que podrían ser usadas con mayor precisión para calcular la distancia entre Venus y el Sol. Si se conseguía esto, entonces se podrían calcular las distancias de los demás planetas conocidos basándose en sus órbitas relativas.

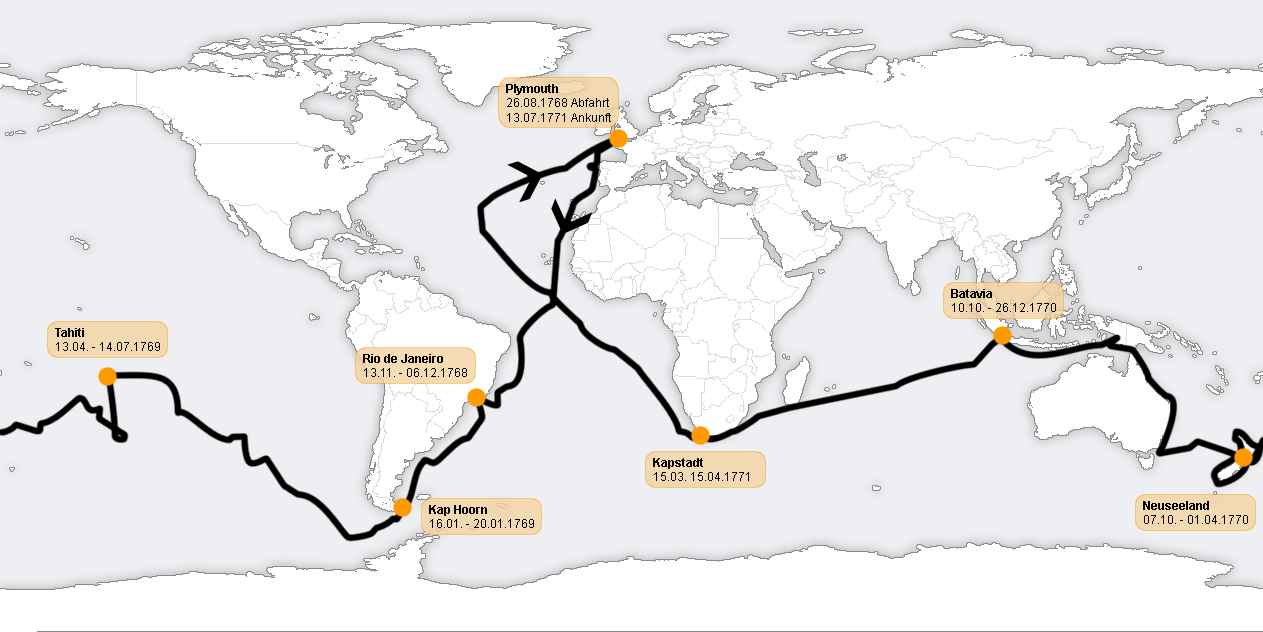
Ruta del primer viaje de Cook (1768–71).

Green, Cook y Solander hicieron mediciones por separado, que tuvieron variaciones mayores que los márgenes de error esperados. La instrumentación que utilizaron era adecuada para la época, pero los métodos utilizados no eliminaban los errores. Más tarde, cuando sus resultados fueron comparados con los de otros observadores del mismo evento desde otras partes del mundo, el resultado no fue tan concluyente o preciso como se había esperado.
Una vez que las observaciones se completaron, Cook partió para realizar el segundo propósito de su viaje: buscar en el Pacífico Sur señales del continente más austral: Terra Australis, que ya había sido descubierto un siglo y medio antes por el neerlandés Willem Janszoon en el año 1606. La Royal Society, y especialmente Alexander Dalrymple, ignoraban su existencia pero creían que podrían encontrarla; sin embargo, Cook tenía sus propias dudas al respecto. Con la ayuda de mapas españoles sustraídos durante la ocupación británica de Manila en 1762 y con los consejos de Tupaia, un tahitiano que conocía la geografía del Pacífico, Cook llegó a Nueva Zelanda, siendo el segundo europeo en llegar allí. El neerlandés Abel Tasman en 1642, había sido el primero. Cook hizo un mapa de toda la costa de Nueva Zelanda, cometiendo algunos errores menores. También descubrió el estrecho de Cook, que separa la isla Norte de la isla Sur, que Tasman no había visto.
Luego partió con rumbo oeste, para intentar llegar a la Tierra de Van Diemen (hoy Tasmania), que había sido vista por Tasman, para establecer si formaba parte o no del legendario continente austral. Sin embargo, fueron forzados a mantener un rumbo más hacia el norte debido a los fuertes vientos. Cuando divisaron tierra, Cook la nombró «punta Hicks», ya que Leuit Hicks fue el primero en divisarla. Cook pensó que podía ser la Tierra de Van Diemen, pero en realidad era parte de la costa sudeste de Australia, y con esto se convirtieron en los primeros europeos conocidos en encontrar la costa este del continente.
El lugar avistado es generalmente calculado como un punto a mitad de camino entre las actuales ciudades de Orbost y Mallacota, en el estado de Victoria. Un nuevo reconocimiento de la zona, realizado en 1843, volvió a bautizar el lugar como «cabo Everard». Para el bicentésimo aniversario del avistamiento, el nombre fue oficialmente cambiado a «punta Hicks» nuevamente.
El HMB Endeavour continuó rumbo al norte, bordeando la costa, manteniendo la tierra a la vista. Cook cartografió y bautizó con diferentes nombres a varios lugares. Después de una semana, pasaron por una gran caleta de poca profundidad. En este lugar, llamado Kurnell, Cook y su tripulación tuvieron el primer contacto con el continente.
Al principio, Cook llamó al lugar «bahía Stingaree», debido a la gran cantidad de rayas encontradas allí; luego fue cambiado a «bahía Botánico», y finalmente a «bahía Botánica» (Botany Bay), por las especies únicas encontradas por Joseph Banks, Daniel Solander y Herman Spöring.
Este primer sitio en el cual pararon, más tarde fue fomentado (especialmente por Banks) como un buen lugar para establecer un asentamiento y una colonia británica. Sin embargo, casi dieciocho años después de este primer arribo, cuando el capitán Arthur Phillip llegó allí en 1788 para establecer un fuerte y una colonia penal, encontró que la bahía y sus alrededores no eran un lugar tan promisorio como había sido descrito. Entonces, Phillip dio órdenes de moverse hacia el norte, al lugar que Cook había denominado «Port Jackson» pero no había explorado en profundidad. Fue en la cala de Sídney (Sydney Cove), donde se realizó el asentamiento de Sídney. Durante algunos años más, el lugar seguiría siendo llamado generalmente Botanic Bay. Aquí se realizaron las primeras expediciones científicas para documentar la flora y la fauna de Australia.
En este viaje, Cook tuvo contacto con indígenas del lugar, que eran de carácter pacífico.

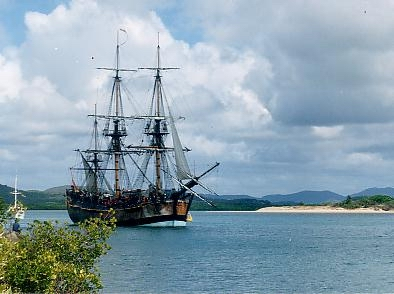
Réplica del HMB Endeavour en el puerto de Cooktown.

Cook continuó hacia el norte, bordeando la costa y trazando mapas de la misma. Hubo un contratiempo cuando el HMB Endeavour pasó por la Gran Barrera de Coral el 11 de junio de 1770. El barco se dañó seriamente y el viaje se demoró casi siete semanas, mientras se hacían las reparaciones en la playa (cerca de los muelles de la actual ciudad de Cooktown, en la boca del río Endeavour). Mientras estuvieron allí, Banks, Spöring y Solander hicieron su primera gran colección de flora australiana. Allí, la tripulación tuvo encuentros con los aborígenes del lugar, que eran en su mayoría pacíficos. Por el contacto con la tribu Guugu Yimithirr, la palabra «kangaroo» (canguro) fue introducida al idioma inglés, derivando de «gangaroo»; «kangaroo» no designaba el nombre del animal, sino la expresión «no le entiendo» con que respondían a las preguntas de los ingleses.
Una vez que se realizaron las reparaciones, se continuó con el viaje, pasando por el punto más nórdico de la península del Cabo York, y luego navegaron a través del estrecho de Torres, entre Australia y Papúa Nueva Guinea, que había sido navegado por Luis Váez de Torres en 1606.
Hasta este momento de la travesía, Cook no había perdido ningún hombre a causa del escorbuto; un logro destacable y prácticamente desconocido en los viajes de larga distancia por mar durante el siglo XVIII. Cook obligaba a su tripulación a comer cítricos y chucrut, aunque todavía nadie entendía las razones por las que ingerir estos alimentos prevenía el escorbuto. Luego navegó hacia Batavia, la capital de las Indias Orientales Neerlandesas, por reparaciones. Batavia era conocida por sus brotes de malaria, y, antes que retornaran, gran parte de la tripulación de Cook sucumbió a esta enfermedad y a otras como la disentería; entre ellos el tahitiano Tupaia, el secretario finés de Banks, el científico finés Herman Spöring, el astrónomo Charles Green y el ilustrador Sydney C. Parkinson. La isla Spöring fue bautizada así por Cook en honor a Herman Spöring y a su trabajo durante el viaje.
Los diarios de Cook fueron publicados a su regreso, con lo que se convirtió en una especie de héroe entre la comunidad científica. Sin embargo, entre el público en general, el botánico Joseph Banks fue un héroe más grande. Banks finalmente intentó tomar el mando del segundo viaje de Cook, pero desistió del viaje antes que este comenzara.
El HMB Endeavour, el barco del primer viaje, luego daría su nombre al transbordador espacial Endeavour y al río Endeavour.

### Segundo viaje (1772-75)

Ruta del segundo viaje de Cook en torno a la Antártida (1772-75).

Poco tiempo después de su regreso, Cook fue ascendido del puesto que ejercía como lugarteniente (Lieutenant) a comandante (Master and Commander), capitán de fragata. Entonces, una vez más, fue comisionado por la Royal Society para buscar la mítica Terra Australis. Durante su primer viaje había demostrado, mediante la circunnavegación de Nueva Zelanda, que no estaba unida por el sur a una masa continental mayor, y aunque mediante la cartografía de casi la totalidad de la costa este de Australia había demostrado que era de tamaño continental, se suponía que la buscada Terra Australis se extendía hacia el sur. A pesar de las evidencias, muchos miembros de la Royal Society aún creían que ese continente debía existir.

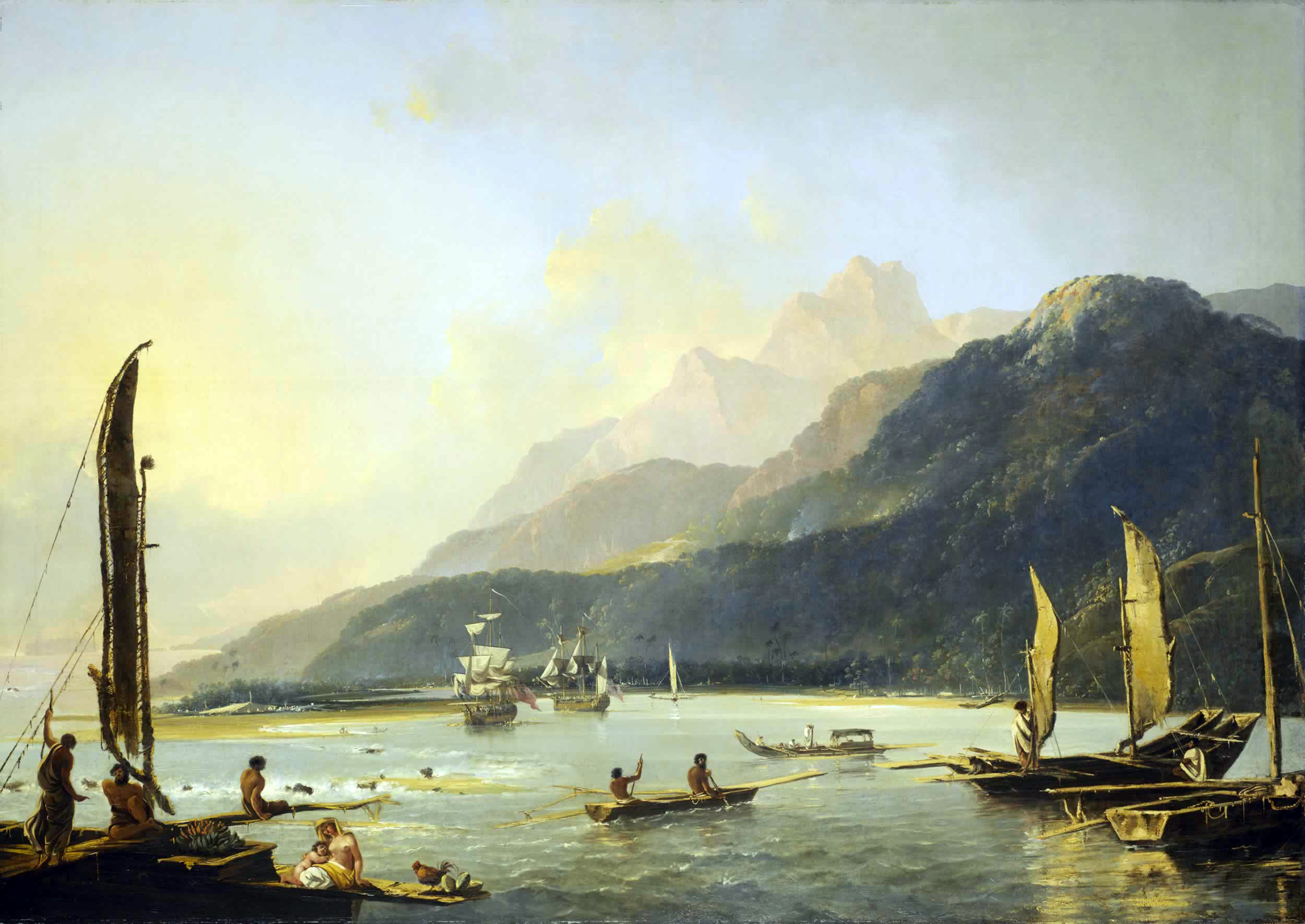
Las naves HMS Resolution y HMS Adventure pintadas por William Hodges en 1776.

En este viaje, Cook comandó la nave HMS Resolution, mientras que Tobias Furneaux comandó la nave compañera HMS Adventure. La expedición circunnavegó el globo terráqueo a muy alta latitud sur, convirtiéndose en uno de los primeros en cruzar el círculo polar antártico, el 17 de enero de 1773, alcanzando 71°10′ S. También visitó la isla San Pedro, a la que llamó «Georgia del Sur», y descubrió las islas Sandwich del Sur, a las que creyó penínsulas del continente austral.
En la niebla antártica, los dos barcos se separaron. Furneaux fue hacia Nueva Zelanda, en donde perdió algunos de sus hombres por una pelea con los maoríes, y luego navegó hacia Gran Bretaña, mientras que Cook continuó explorando el Antártico.
Cook casi descubrió el verdadero continente antártico, pero volvió hacia el norte, en dirección a Tahití para reabastecer el barco. Luego retomó su curso hacia el sur en un segundo intento infructuoso de encontrar el continente. En este tramo del viaje llevó con él a un joven tahitiano llamado Omai, que demostró ser algo menos especialista sobre el Pacífico de lo que había sido Tupaia en el primer viaje. Durante el viaje de regreso, estuvieron en las islas Friendly, isla de Pascua y Vanuatu, en 1774. Sus informes sobre el retorno del viaje pusieron quietud sobre el popular mito de la Terra Australis.
Otro logro del segundo viaje fue el empleo exitoso del cronómetro K1, que facilitó medir la longitud de forma más precisa.
A su regreso, Cook fue ascendido en la jerarquía naval a capitán de navío y se le otorgó un retiro honorario de la Royal Navy (como oficial en el Hospital de Greenwich), pero Cook no podía estar alejado del mar.
Se planificó un tercer viaje para encontrar el paso del Noroeste. Cook viajaría al Pacífico nuevamente y esperaba pasar al Atlántico, mientras que en un viaje simultáneo se programaba la ruta contraria.

### Tercer viaje (1776-79)
En su último viaje, Cook comandó una vez más el HMS Resolution, mientras que el capitán Charles Clerke comandaba el HMS Discovery. Ostensiblemente, el viaje fue planeado para llevar de regreso a Omai hacia Tahití; esto era lo que el público en general creía, ya que se había convertido en una «curiosidad» en Londres. Después de dejar a Omai, Cook viajó hacia el norte, y en 1778 se convirtió en el primer europeo en visitar las islas Hawái, a las que llamó «islas Sandwich», por el cuarto conde de Sandwich, John Montagu, en ese momento a cargo de la Royal Navy.
Cuando los exploradores llegaron a la bahía de Kealakekua el 17 de enero, 10 000 hawaianos salieron a recibirlos. Los isleños estaban celebrando la fiesta de Makahiki en honor de Lono, el dios de su tierra. Por lo visto, creyeron que Cook era dicho dios, por lo que tanto él como sus hombres fueron nuevamente objeto de extraordinaria bondad y hospitalidad. Tres semanas más tarde, el 4 de febrero, levaron anclas y se hicieron a la vela. Mas al cuarto día les sobrevino un gran huracán, que destrozó uno de los mástiles del Resolution y obligó a Cook a regresar a Hawái.
Viajó hacia el este, para explorar la costa oeste de América del Norte. Exploró e hizo mapas de la costa, desde California hasta el estrecho de Bering.
El estrecho de Bering no pudo ser atravesado por Cook, aunque hizo varios intentos. Cook había comenzado a tener algún trastorno estomacal desde hacía algún tiempo, y esto es tomado como explicación a su comportamiento irracional hacia la tripulación durante el viaje.

#### Muerte de Cook

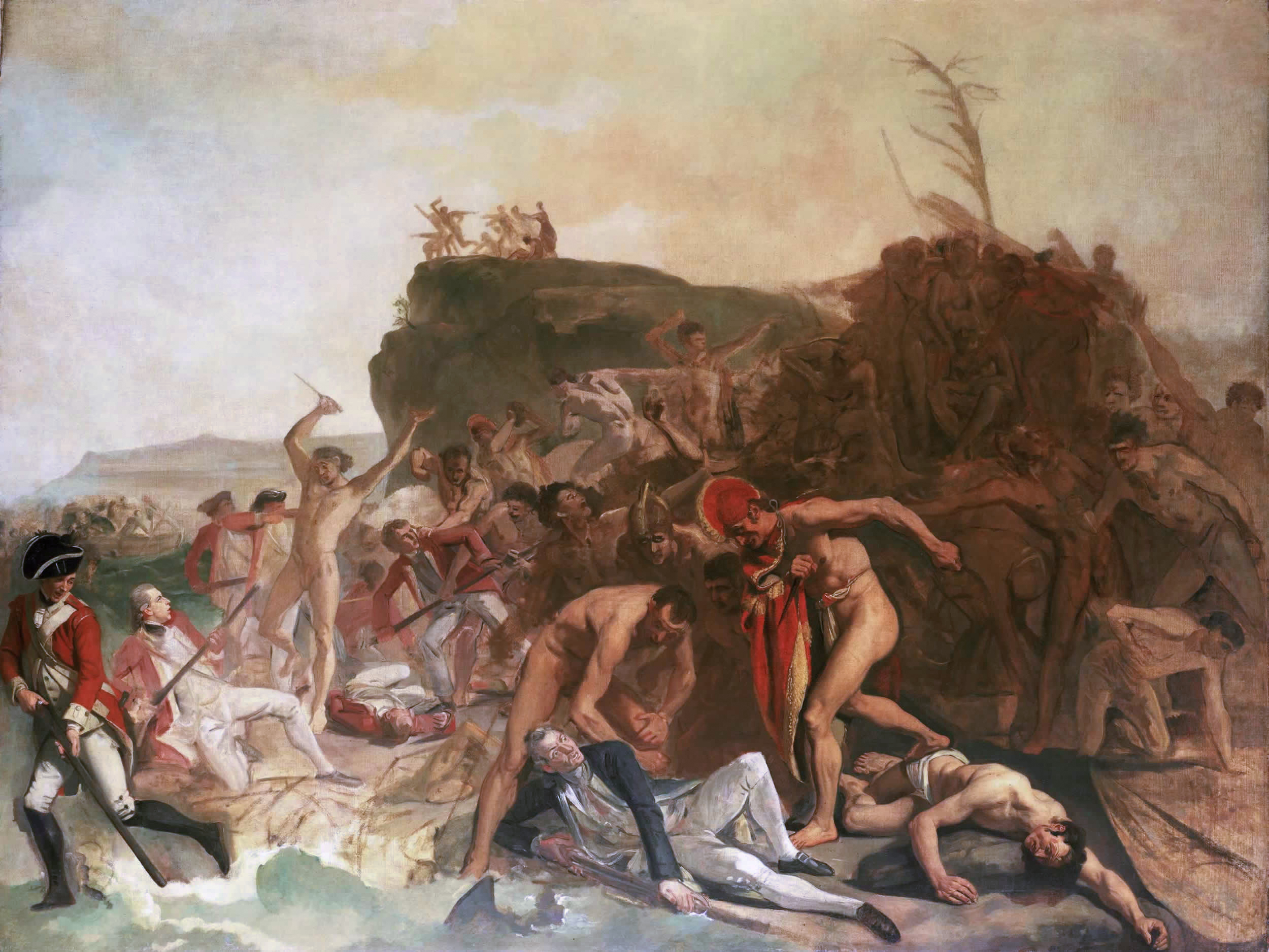
La muerte del capitán James Cook, 14 de febrero de 1779, pintura inacabada de Johan Zoffany, circa 1795.

Cook volvió a Hawái en 1779. Para su sorpresa, en esta ocasión la recepción en las islas fue hostil. Algunos opinan que quizás los indígenas habían analizado su situación de manera más racional y habían concluido que Cook y su tripulación los estaban explotando. A juicio de otros, el retorno se contradecía con su «divinidad».
El 14 de febrero, en la bahía de Kealakekua, algunos hawaianos robaron un bote pequeño perteneciente a Cook. Normalmente, como los ladrones eran comunes en Tahití y otras islas, se tomaban rehenes hasta que las cosas robadas reaparecieran. Pero Cook planeó tomar como rehén al rey de Hawái, Kalaniopu’u. Debido a lo desproporcionado de esta medida, tuvo un altercado con una gran multitud de nativos en la playa. Comoquiera que fuera, los hombres de Cook, consternados, cometieron el desacierto de actuar con violencia, disparando algunos tiros hacia los hawaianos. En la lucha que se suscitó en la playa, Cook fue apuñalado y golpeado hasta causarle la muerte.
Clerke se hizo cargo de la expedición e hizo un intento final de cruzar por el estrecho de Bering. El Resolution y el Discovery estuvieron de regreso en Londres en 1780.

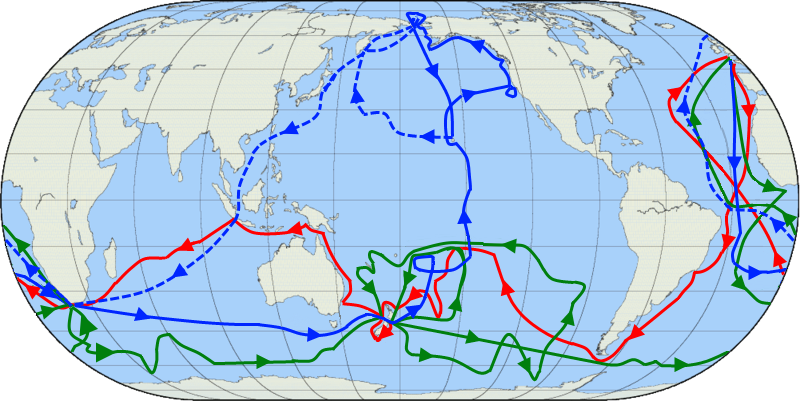
Las rutas de los viajes del capitán James Cook. El primer viaje se muestra en rojo, el segundo viaje en verde y el tercer viaje de color azul. La ruta de la tripulación de Cook después de su muerte se muestra como una línea azul de rayas.

## Legado

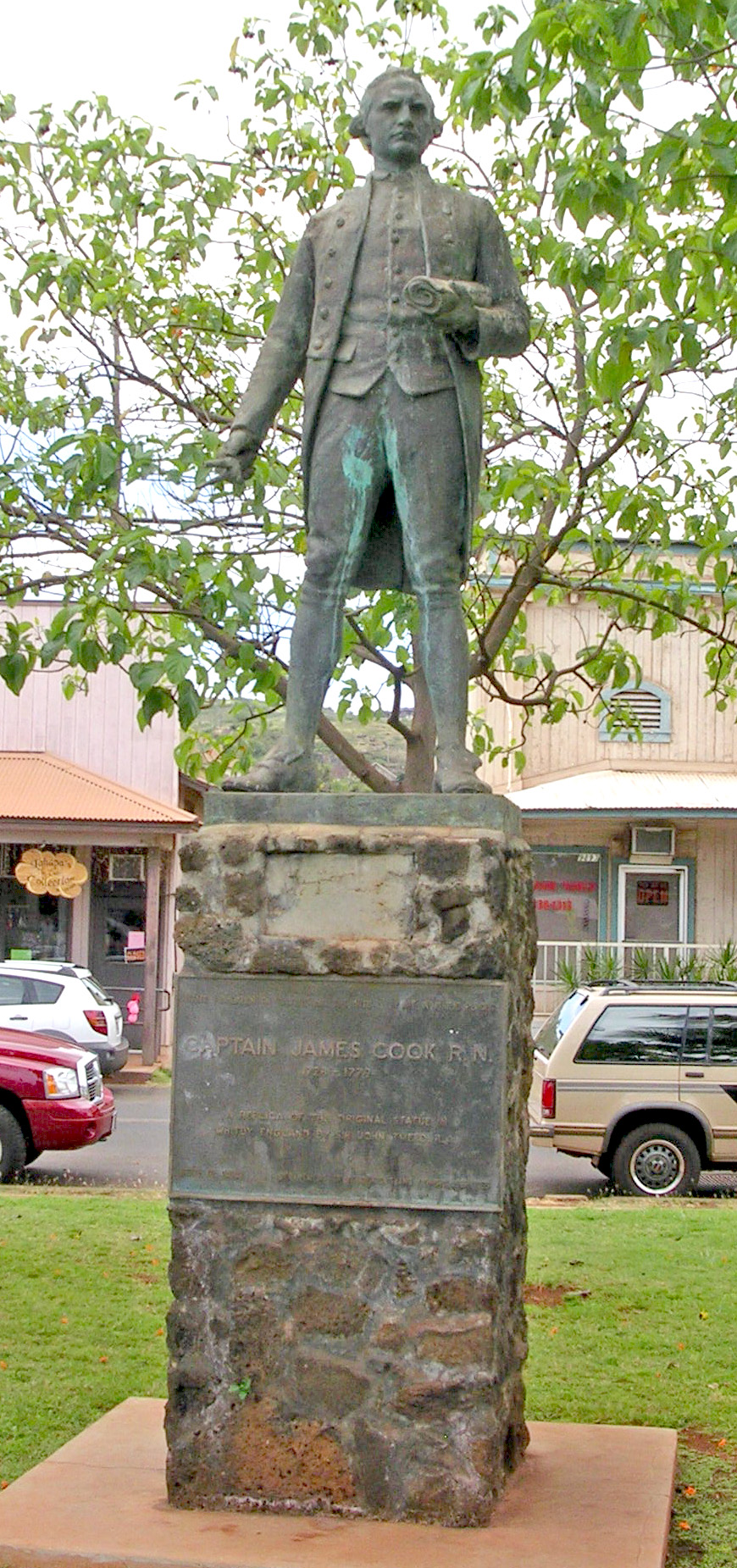
Una estatua de James Cook ubicada en Waimea, en la isla hawaiana de Kauai, conmemora su primer contacto con las islas, en enero de 1778.

Los once años de navegación de Cook por el océano Pacífico contribuyeron en gran medida a acrecentar los conocimientos europeos sobre la zona. Muchas islas, como la isla de Pascua y el archipiélago de Hawái, fueron localizadas con certeza por primera vez por europeos, y su mayor logro fue la creación de cartografía naval de grandes áreas del Pacífico de gran precisión.
Para la creación de mapas y cartas náuticas, es necesario conocer la latitud y longitud. Los navegantes habían sido capaces de calcular la latitud de forma precisa desde hacía siglos, midiendo la distancia angular al Sol o a otra estrella del firmamento mediante un sextante; pero la longitud es más difícil de determinar, ya que es necesario saber el tiempo transcurrido entre el mediodía solar del punto origen (Greenwich) y el mediodía solar del lugar donde se encuentra el observador. Hasta la época de Cook no había cronómetros que se pudieran usar en embarcaciones con precisión.
Cook calculó longitudes con exactitud durante su primer viaje, debido a sus habilidades para navegar, la ayuda del astrónomo Charles Green y usando las tablas recientemente publicadas, Nautical Almanac, que contenían las distancias entre la luna y siete estrellas seleccionadas. En su segundo viaje, utilizó el cronómetro K1, hecho por Larcum Kennedy, que era del tamaño de un reloj de bolsillo. Era una copia del reloj H4 hecho por John Harrison, el cual había sido el primero en mantener la medición del tiempo de forma acertada en el mar, al ser usado en el viaje de Deptford a Jamaica, entre 1761 y 1762.
Hubo varios artistas en el primer viaje. Sydney C. Parkinson realizó muchos de los bocetos, completando más de 264 dibujos antes de su muerte, ocurrida casi al final del viaje. Fueron de inmenso valor científico para los botánicos británicos. En la segunda expedición de Cook participó el artista William Hodges, quien realizó pinturas de paisajes de Tahití, la Isla de Pascua y otros lugares.
Cook estuvo acompañado de varios científicos, cuyas observaciones y descubrimientos agregaron importancia a los viajes. Los botánicos Joseph Banks y Daniel Solander fueron en el primer viaje. Entre ambos recolectaron más de 3000 especies de plantas.
Cook fue el primer inglés en tener un contacto amplio con los habitantes del Pacífico, España ya ejercía dominio de las Filipinas siglos atrás. Navegó por varias islas cercanas a Filipinas, e incluso a islas pequeñas y más remotas en el Pacífico sur, y llegó a la acertada conclusión de que había una relación étnica entre todas las personas del Pacífico, a pesar de que se encontraran separadas por grandes distancias.
Cook se aseguró de que su tripulación tuviera cítricos, vegetales y brotes de semillas en su dieta, para controlar el escorbuto, una enfermedad bastante común en este tipo de viajes, causada por la falta de vitamina C en la dieta, la cual podía ser fatal si no era tratada.

## Controversias
Entre 2018 y 2021 se celebró el 250 aniversario del primer viaje de exploración de Cook. Varios países, entre ellos Australia y Nueva Zelanda, organizaron actos oficiales para conmemorar el viaje que dieron lugar a un amplio debate público sobre el legado de Cook. En el período previo a las conmemoraciones, varios monumentos a Cook en Australia y Nueva Zelanda fueron objeto de vandalismo y hubo peticiones públicas para que fueran retirados o modificados debido a su supuesta promoción de narrativas colonialistas. El 1 de julio de 2021, una estatua de James Cook en Victoria (Columbia Británica, Canadá) fue derribada a raíz de una protesta pacífica anterior por la muerte de niños indígenas en internados canadienses. También hubo campañas para la devolución de artefactos indígenas tomados durante los viajes de Cook, como el escudo de Gweagal. Según la historiadora del arte Alice Proctor, las controversias sobre las representaciones públicas de Cook y la exhibición de objetos indígenas de sus viajes forman parte de un debate más amplio sobre la descolonización de los museos y los espacios públicos y la resistencia a los relatos colonialistas. Mientras que varios comentaristas sostienen que Cook fue un facilitador del colonialismo británico en el Pacífico, para el historiador australiano Geoffrey Blainey (entre otros) fue Banks quien promovió la Bahía de Botany como lugar de colonización tras la muerte de Cook. El historiador inglés Robert Tombs defendió a Cook, asociándolo con los valores de la Ilustración y postulándolo como "la figura principal de una era de exploración científica".

## Reconocimientos
- Las Islas Cook (archipiélago del Pacífico perteneciente a Nueva Zelanda, reclamado por Cook para la Corona británica entre 1773 y 1779) llevan su nombre.
- El Monte Cook/Aoraki (el pico más alto de Nueva Zelanda), recibió en 1851 este nombre en su memoria.
- El cráter lunar Cook lleva este nombre en su honor.
- La isla Cook, una de las islas Sandwich del Sur, archipiélago ubicado en el océano Atlántico Sur, administrado por el Reino Unido y reivindicado por Argentina.

## Cultura popular
En la miniserie de televisión Capitán Cook (1987) James Cook es interpretado por Keith Michell.